# Farāgheh
Farāgheh (persiska: فَراغِه, فِراغَ, فِراغَه, فراغه) är en ort i Iran.   Den ligger i provinsen Yazd, i den centrala delen av landet, 500 km söder om huvudstaden Teheran. Farāgheh ligger 1 706 meter över havet och antalet invånare är 994.
Terrängen runt Farāgheh är kuperad åt sydväst, men åt nordost är den platt. Runt Farāgheh är det glesbefolkat, med 9 invånare per kvadratkilometer. Närmaste större samhälle är Sūrmaq, 18,1 km väster om Farāgheh. Trakten runt Farāgheh är ofruktbar med lite eller ingen växtlighet.